# Бар'єрний договір
Бар'єрні договори (нід. Barrièretraktaat/Barrièreverdrag; фр. traités de la Barrière) — серія угод, підписаних і ратифікованих між 1709 і 1715 роками, які створили буферну зону між Голландською республікою і Францією, дозволивши голландцям зайняти низку фортець у Південних Нідерландах, що перебували під владою іспанців чи австрійців. Договори були скасовані Австрією в 1781 році.